# Stéphane Sieczkowski-Samier
Stéphane Sieczkowski-Samier, né le 15 mars 1992 à Saint-Pol-sur-Ternoise, est un homme politique Divers droite français.
Il est élu maire de Hesdin (Pas-de-Calais) en 2014 et devient le plus jeune maire de France à l'âge de 22 ans. Le 21 août 2019, il est révoqué de ses fonctions en Conseil des ministres à la suite de plusieurs enquêtes judiciaires et une mise en examen pour complicité de faux et usage de faux en écriture publique.

## Biographie

### Famille et formation
Né le 15 mars 1992 à Saint-Pol-sur-Ternoise, Stéphane Sieczkowski-Samier est étudiant en droit en 2014 et souhaite devenir avocat.

### Carrière politique
Il est alors élu maire d'Hesdin (Pas-de-Calais) aux élections municipales de 2014 sous l'étiquette Divers droite, la liste qu'il conduisait ayant obtenu 48,42 % des suffrages exprimés au second tour. Âgé de 22 ans, il devient ainsi le plus jeune maire élu de France.

#### Candidature aux élections législatives de 2017
Stéphane Sieczkowski-Samier se présente aux élections législatives de 2017 dans  la quatrième circonscription du Pas-de-Calais : il obtient 2,86 % des suffrages exprimés au premier tour et ne peut donc pas participer au second tour, remporté par Daniel Fasquelle.
La Commission nationale des comptes de campagne et des financements politiques rejette ses comptes de campagne « aux motifs que certaines dépenses afférentes à une manifestation ne figuraient pas au compte, que le coût de cette manifestation avait été pris en charge par une personne morale et que le compte de campagne n’avait pas été présenté par un membre de l’ordre des experts-comptables et des comptables agréés ». Le 18 mai 2018, le Conseil constitutionnel valide ce rejet et déclare Stéphane Sieczkowski-Samier « inéligible […] pour une durée de trois ans à compter de la présente décision ».

#### Révocation
Le 21 août 2019, Stéphane Sieczkowski-Samier est révoqué de ses fonctions en Conseil des ministres par un décret signé du président de la République. Il devient le sixième maire à être révoqué dans l'histoire de la Ve République tout en  conservant son statut de conseiller municipal,.
Le 22 août 2019, recherché par la gendarmerie pour lui remettre en mains propres la révocation, il publie sur Facebook une photographie de lui aux Bahamas.
Le 19 décembre 2019, le Conseil d'État confirme cette révocation.

### Affaires judiciaires
En janvier 2017, il est mis en examen pour prise illégale d’intérêts, complicité de faux et usage de faux en écriture publique pour avoir émis une « fausse délibération » validant l’octroi de la gestion de logements communaux à l’agence immobilière dirigée par sa mère sans vote par le conseil municipal.
Il est présent à son procès le mardi 29 octobre 2019 au tribunal de grande instance de Boulogne-sur-Mer : il lui est reproché d’avoir détourné 114 343 euros au détriment de la ville ; le ministère public requiert deux ans de prison avec sursis et une peine de cinq ans d’inéligibilité,
. Le 21 janvier 2020, il est condamné à « trois ans de prison avec sursis et cinq ans inéligibilité pour détournement de fonds publics ». Le tribunal retient la somme de 76 767 euros de détournements au détriment de la ville ; cette somme couvre des frais de représentation, de missions, de carburants, de locations de voiture et le parquet retrouvé chez l’ancien élu. Les sommes confisquées pendant la procédure, notamment l’assurance vie et le plan d’épargne logement permettent de compenser une grande partie des détournements. Stéphane Sieczkowski-Samier est condamné une seconde fois pour « détournement de biens saisis » car il avait essayé d'empêcher la confiscation de ces biens. Quant à sa mère, complice des faits, elle est condamnée à « six mois de prison avec sursis ».
Après avoir interjeté appel de sa première condamnation, son jugement est confirmé le 12 avril 2021 par la cour d'appel de Douai qui le condamne à deux ans de prison avec sursis, cinq ans d'inéligibilité et 15 000 € d'amende. Il annonce son intention de se pourvoir devant la Cour de cassation,. Le 07 septembre 2022, celle-ci rejette son pourvoi : il est donc définitivement condamné pour détournement de fonds publics est donc définitivement condamné à deux ans de prison avec sursis et six ans d'inéligibilité pour avoir détourné 77.000 euros.
Sa mère Christiane Samier a été condamnée pour complicité à six mois de prison avec sursis et 5.000 euros d'amende. Ils doivent tous les deux verser 1.250 euros à la commune d'Hesdin.
Lui qui avait pour ambition de devenir notaire doit faire une croix sur sa carrière puisqu'il a désormais un casier judiciaire. En 2023, il est condamné pour favoritisme à 6 mois de prison avec sursis et à l’inéligibilité durant 4 ans. De plus, il doit payer 10000 euros à la commune d’Hesdin pour le préjudice moral, 1800 euros pour le préjudice moral et 4000 euros pour les frais d’avocat. Le 5 décembre 2024, l'ancien maire d'Hesdin est condamné par le tribunal de Boulogne-sur-Mer à 30 mois de prison, dont 22 avec sursis  pour prise illégale d'intérêts, faux et usage de faux et subornation de témoins dans le cadre d'une délibération concernant un marché public lors d'un conseil municipal, en 2016.